# Bulgaarse lev
De Bulgaarse lev (лев) is de munteenheid van Bulgarije. Het meervoud van lev is leva. Eén lev is opgedeeld in 100 stotinki (enkelvoud stotinka, стотинка).
In omloop zijn munten van 1, 2, 5, 10, 20, 50 stotinki, 1 lev en 2 leva. De munten worden geslagen door Moneten Dvor. Het papiergeld bestaat uit biljetten van 5, 10, 20, 50 en 100 leva. 
De huidige ISO-code is BGN. Eerdere ISO-codes zijn BGL, BGK en BGJ, refererend aan de valuta van voor de waardeverminderingen van 1999, 1962 en 1952 respectievelijk.
Vanaf 1997 is de koers van de Bulgaarse lev gekoppeld aan de Duitse mark: 1000 lev = 1 Duitse mark.
Op 5 juli 1999 kwam de nieuwe Bulgaarse lev in omloop waarbij 1000 oude leva dezelfde waarde had als 1 nieuwe lev, waarna 1 lev overeenkwam met 1 Duitse mark. Sinds de invoering van de euro is de koers gekoppeld aan de euro, namelijk: 1 euro = 1,95583 lev.
Het is de bedoeling dat Bulgarije in 2026 lid wordt van de eurozone. Het ontwerp van de Bulgaarse euromunten werd in 2023 vastgelegd.

## Galerij

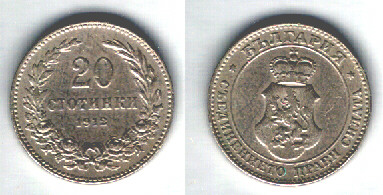
20 stotinki
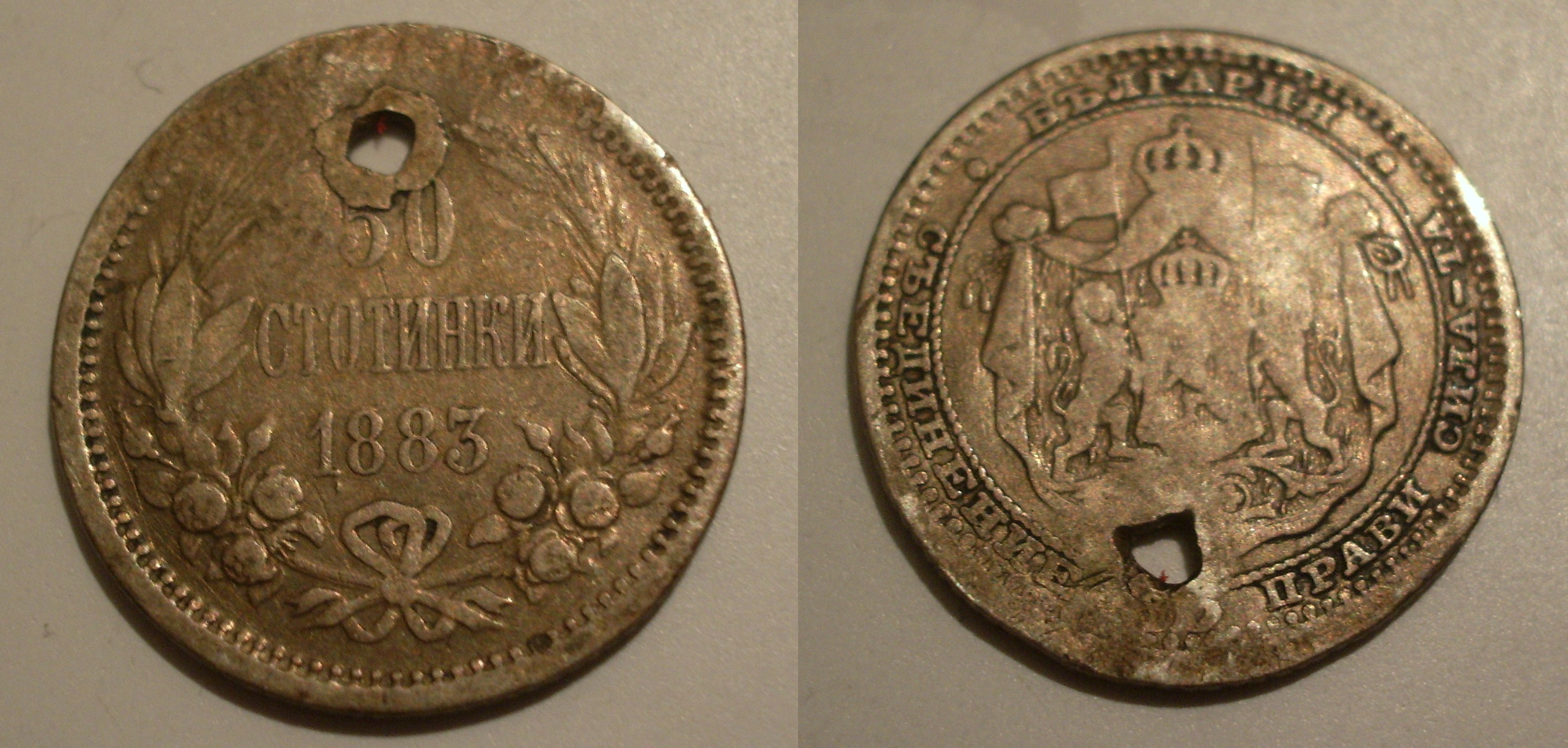
50 stotinki